# Košátky
Košátky (en allemand : Kochatek) est une commune du district de Mladá Boleslav, dans la région de Bohême-Centrale, en République tchèque. Sa population s'élevait à 225 habitants en 2020.

## Géographie
Košátky se trouve à 11,5 km à l'est-nord-ouest de Benátky nad Jizerou, à 20 km au sud-ouest de Mladá Boleslav et à 31 km au nord-est de Prague.
La commune est limitée par Kropáčova Vrutice au nord et au nord-est, par Horní Slivno à l'est, par Kojovice, un quartier de Kropáčova Vrutice, au sud, et par Byšice et au sud-ouest et à l'ouest.

## Histoire
La première mention écrite de la localité date de 1365.

## Transports
Par la route, Košátky se trouve à 12,5 km de Benátky nad Jizerou, à 30 km de Mladá Boleslav et à 40 km du centre de Prague.

## Personnalité
- Ossip Schubin (1854-1934), romancière autrichienne, née au château de Košátky